# Ukraińska Partia Narodowo-Rewolucyjna
Ukraińska Partia Narodowo-Rewolucyjna (UNRP) – ukraińska partia polityczna, powstała w sierpniu 1917.
Oddzieliła się od Ukraińskiej Partii Socjalistów-Rewolucjonistów, protestując przeciw zgodzie Ukraińskiej Centralnej Rady z Rządem Tymczasowym w Piotrogrodzie.
Liderem partii był Mykoła Lubynski.